# Aegires ortizi
Aegires ortizi är en snäckart som beskrevs av Templado, Luque och Jesús A. Ortea 1987. Aegires ortizi ingår i släktet Aegires och familjen Aegiridae. Inga underarter finns listade i Catalogue of Life.